# Hebeloma pallidoluctuosum
Hebeloma pallidoluctuosum är en svampart som beskrevs av Gröger & Zschiesch. 1984. Hebeloma pallidoluctuosum ingår i släktet fränskivlingar och familjen Strophariaceae.   Inga underarter finns listade i Catalogue of Life.